# Lincoln (város, Maine)
Lincoln város az USA Maine államában, Penobscot megyében. Lakosainak száma 4853 fő (2020. április 1.).

## Népesség
A település népességének változása:

| 2010 | 5 085 |
| 2020 | 4 853 |

## Híres emberek
- Gary Gordon, katona, a Becsületrend kitüntetettje
- Ernest Holmes vallástudományi mozgalom alapítója